# Sybreed
Sybreed (ein Kofferwort von „synthetic breed“) war eine Alternative-Metal-Band, die 2003 in Genf, Schweiz gegründet wurde und sich im Jahr 2013 aufgelöst hat.

## Geschichte
Gründungsmitglieder waren Thomas „Drop“ Betrisey (Gitarre) und Benjamin Nominet (Gesang). Die beiden wollten eine Band, die ihre gemeinsame Vorliebe für Metal und elektronische Musik vereint. Auf ihrem ersten Album Slave Design von 2004 spielten außerdem noch Alex Anxonnia (Schlagzeug) und Luis „Burn“ Da Silva Cruz (Bass) mit. Auf ihrem zweiten Album Antares, welches auf dem französischen Label Listenable Records veröffentlicht wurde, spielte Dirk Verbeuren (Soilwork, Scarve, Aborted) als Session-Musiker das Schlagzeug. 
Er wurde auf dem neuesten Album The Pulse of Awakening (2009) durch Kevin Choiral ersetzt, der mittlerweile festes Bandmitglied ist. Außerdem kam Stéphane Grand am Bass hinzu. Mixing-Toningenieur des neuesten Albums war Rhys Fulber, der vor allem durch seine Arbeit für Fear Factory (Synthies und Ton-Samples) und Front Line Assembly bekannt ist.
Am 7. April 2010 wurde das Lied Doomsday Party zum kostenfreien Download für das Konsolenspiel Rock Band veröffentlicht. Im Juni 2011 verließ Stéphane Grand aus persönlichen und beruflichen Gründen die Band. Er wurde durch Ales Campanelli als festes Bandmitglied ersetzt.
Im Oktober 2013 verkündeten Sybreed, dass Sänger Benjamin Nominet die Band verlassen habe. Alle Tourdaten wurden abgesagt und die Band wolle vorerst eine Pause machen. Das endgültige Aus für Sybreed wird von der Band auf der offiziellen Facebookseite mit einer Grafik mit der Aufschrift 2003†2013 bekannt gegeben. Der ehemalige Gitarrist Thomas "Drop" Betrisey teilt mit, dass einige Bandmitglieder mit dem Projekt Obsydians weiter Musik machen werden.

## Stil
Die Musik der Band ist gekennzeichnet durch meist hohes Tempo, und eine futuristische Science-Fiction-Atmosphäre, die durch Samples erreicht wird. Getragen wird die Musik vom meist aggressiven, teilweise aber auch klaren Gesang von Benjamin Nominet. Auf Antares wurde das Tempo etwas heruntergefahren, außerdem wurde vermehrt klarer Gesang eingesetzt, um den Songs mehr Atmosphäre zu geben. Mit The Pulse of Awakening verfolgt die Band weiter die bereits mit Antares eingeschlagene Richtung. Die Verwendung von mehr Samples und Synthesizern geht zu Lasten der Aggressivität, zu Gunsten der Melodie.

## Diskografie
Studioalben
- 2004: Slave Design
- 2007: Antares
- 2009: The Pulse of Awakening
- 2012: God Is an Automaton

EPs
- 2009: A.E.O.N.
- 2011: Challenger